# Zimní stadion Ostrava-Poruba
Zimní stadion Ostrava-Poruba (ze względów sponsorskich RT TORAX ARENA) – kryte lodowisko w Ostrawie-Porubie, w Czechach. Zostało otwarte w 1977 roku jako obiekt odkryty, zadaszenia i rozbudowy dokonano w latach 90. XX wieku. Hala może pomieścić 5000 widzów. Swoje spotkania rozgrywają na niej hokeiści zespołu HC Poruba.
Zadaszona hala najczęściej służy jako lodowisko. Obiekt stwarza jednak możliwości organizowania innych wydarzeń sportowych i pozasportowych, jak koncerty, wystawy, itp. Pojemność trybun areny wynosi 5000 widzów, z czego 1931 miejsc jest siedzących. Położone tuż obok hali kryte lodowisko treningowe posiada 116 miejsc siedzących dla widzów.

## Historia
W hokeja na lodzie w Porubie zaczęto grać na początku lat 30. XX wieku, a pierwsze lodowisko znajdowało się na stawie przy porubskim pałacu. Następnie powstało lodowisko przy budynku Sokoła, później drużyna z Poruby grywała też w hali „Ledňáček” i na „Kotasie”. Na początku lat 70. XX wieku podjęto decyzję o budowie w Porubie nowego lodowiska. Budowa rozpoczęła się w 1976 roku. Obiekt powstał w miejscu dawnej wytwórni zaprawy budowlanej. Prace przebiegły w czynie społecznym (tzw. „Akcja Z”). Lodowisko (wówczas jeszcze bez zadaszenia) uroczyście otwarto 4 listopada 1977 roku. Pierwszy mecz ligowy odbył się 17 listopada 1977 roku, a klub z Poruby (wówczas pod nazwą Sokol) przegrał w nim z zespołem z Šumperka 2:3. W grudniu 1990 roku obok otwarto także drugie, treningowe lodowisko. Wkrótce stało się ono główną areną obiektu, gdyż nad starym lodowiskiem rozpoczęto budowę zadaszenia. Szkielet konstrukcji dachowej gotowy był latem 1991 roku. W wyniku przemian ustrojowych wycofali się jednak inwestorzy i dalszych prac, poza montażem oświetlenia, zaniechano, a nieukończona konstrukcja stała nieużywana. W trakcie sezonu 1994/1995 nieukończoną halę zamieniono w targowisko, a dzięki uzyskanym w ten sposób funduszom pod gotowym dachem utworzono nowe lodowisko. W latach 1996–1998 dokończono prace nad budową zadaszonej areny, którą ponownie otwarto 26 października 1998 roku. W 2003 roku zadaszono również lodowisko treningowe. Od 1 listopada 2015 roku, ze względów sponsorskich, obiekt oficjalnie nazywa się „RT TORAX ARENA”.
Obiekt służy regularnym występom drużyny hokejowej HC Poruba. Ponadto był on areną wielu innych imprez i wydarzeń, m.in. w 2001 roku w hali rozegrano część spotkań siatkarskich mistrzostw Europy, w roku 2005 obiekt był jedną z aren mistrzostw Europy w futsalu, w roku 2009 odbyły się na nim wszystkie mecze mistrzostw świata w hokeju na lodzie na siedząco, a w roku 2012 część gier (w tym finał) mistrzostw świata w piłce ręcznej kobiet do lat 20.